# Музей Феррарі
Музе́й Ферра́рі (італ. Museo Ferrari, раніше (до квітня 2011) відомий як Галерея Феррарі (англ. Galleria Ferrari) — це автомобільний музей, розташований приблизно за 300 м від заводів компанії Ferrari в Маранелло (рідному місті Енцо Феррарі), поблизу Модени. Музей було відкрито у 1990 році, у 2004 році було додане нове крило. Колекція музею містить не лише автомобілі, також експонуються призи, світлини та інші історичні цінності італійської автомобільної марки і автоспорту, демонструються технічні та технологічні інновації.
Музей розташований за адресою: 43, Via Dino Ferrari — 41053 Maranello (MO). Площа музею — 2500 м², Щорічно його відвідує близько 200 000 відвідувачів.
Музей розділений на тематичні експозиції: експозиція, присвячена історії відомого автоконцерну, починаючи від першої моделі Ferrari 125 S, створеної у 1947 році; зала, де виставлені перегонові автомобілі, що перемагали від 1999 до 2008 року; реконструйований офіс Енцо Феррарі з його восковою фігурою за столом; Зала слави, у якій виставлені кубки, завойовані спортивними командами Ferrari та фото переможців.

## Виставки
З 2018 року в музеї організували низку тематичних виставок, серед них:
- Passion and Legend (серпень 2018 — травень 2019) — історія Енцо Феррарі та його компанії, простежена через автомобілі та зображення.
- Driven by Enzo (серпень 2018 — травень 2019) — демонстрація чотиримісних моделей, керованих особисто Енцо Феррарі.
- Michael 50 (січень — травень 2019) — спеціальна виставка, присвячена Міхаелю Шумахеру, офіційно відкрита в день його 50-річчя, 3 січня 2019 року.
- Supercars — The evolution of uniqueness (травень 2019) — виставка присвячена всім «Ferrari», які відзначались визначними досягненнями в технологічній еволюції марки.
- Scuderia Ferrari, the complete history (травень 2019) — виставка, присвячена найуспішнішій команді Формули-1, яка стала символом автоспорту, об'єднуючи націю та мільйони вболівальників у всьому світі.
- Ferrari at 24 Heures du Mans (січень 2020), присвячена сімдесятій річниці перемоги «Гарцюючого коня» у 24 години Ле-Мана найвідоміших у світі змаганнях на витривалість.
- The Meaning of Partnership (вересень 2021) — виставка, присвячена історичному співробітництву «Гарцюючого коня» з Philip Morris International (PMI).
- GT 2021, a memorable year (грудень 2021) — відзначання найуспішнішого року компанії Ferrari в історії гонок GT, сезон, у якому автомобілі марки «Ferrari» змагалися в найважливіших чемпіонатах по всьому світу.
- ROARING 50S (грудень 2023) — виставка, присвячена історії вуличного автодрому Модени, який використовувався від 1950-х років до останнього мотоциклетного Гран-прі у 1976 році.

## Галерея зображень

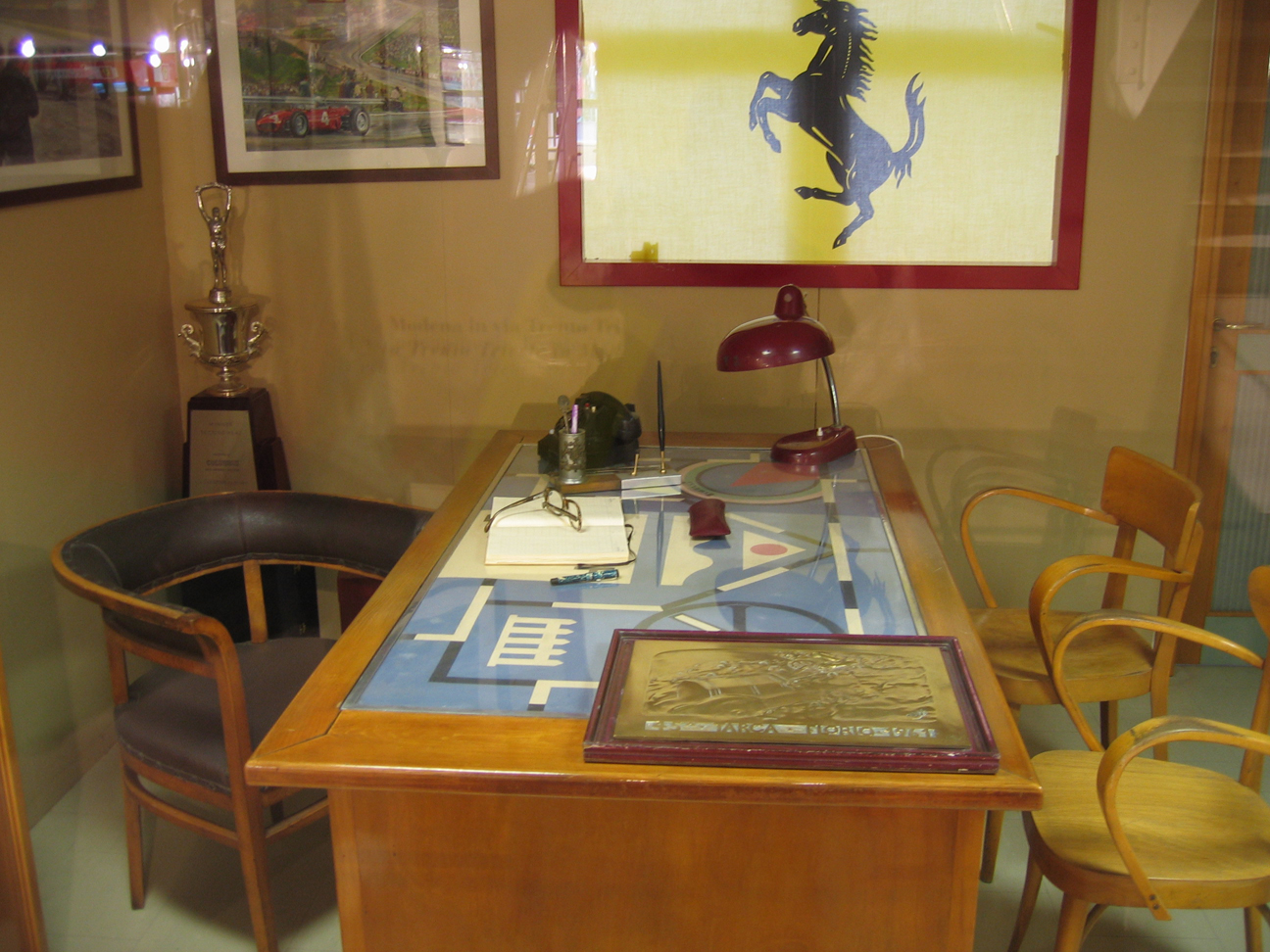
Репліка офісу Енцо Феррарі
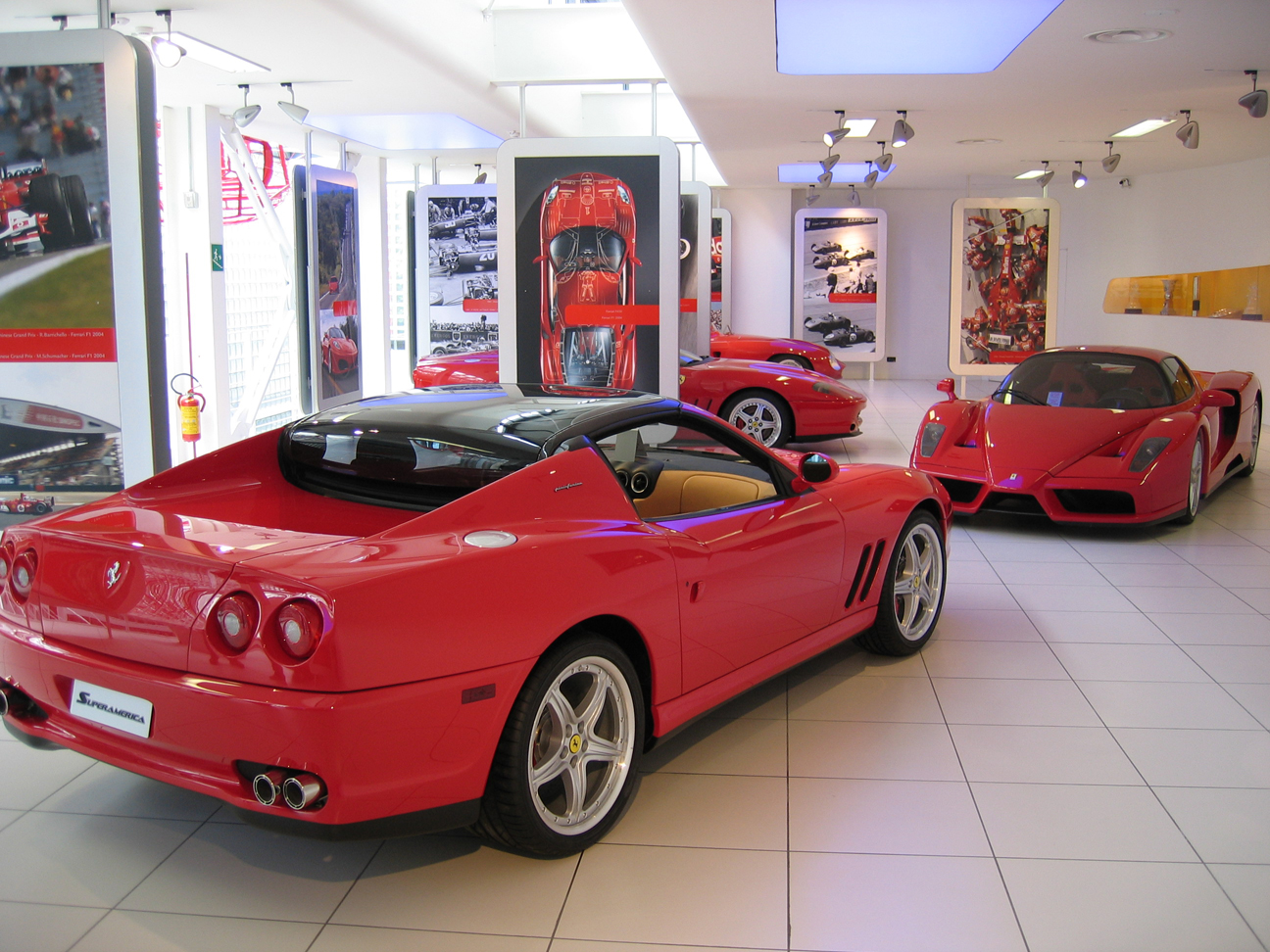
Декілька автомобілів, що знаходяться на другому поверсі
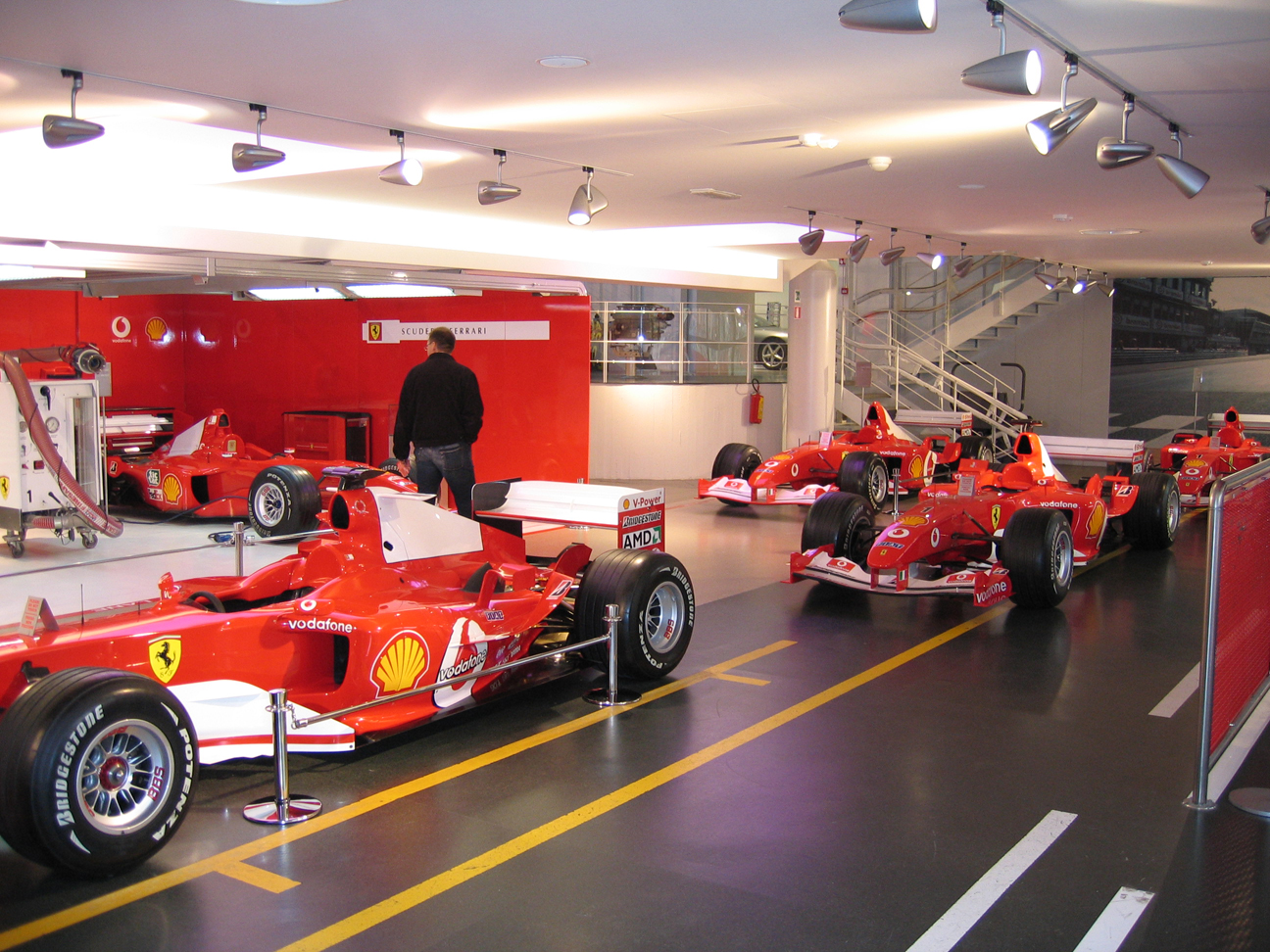
Автомобілі Формули-1 ери Міхаеля Шумахера
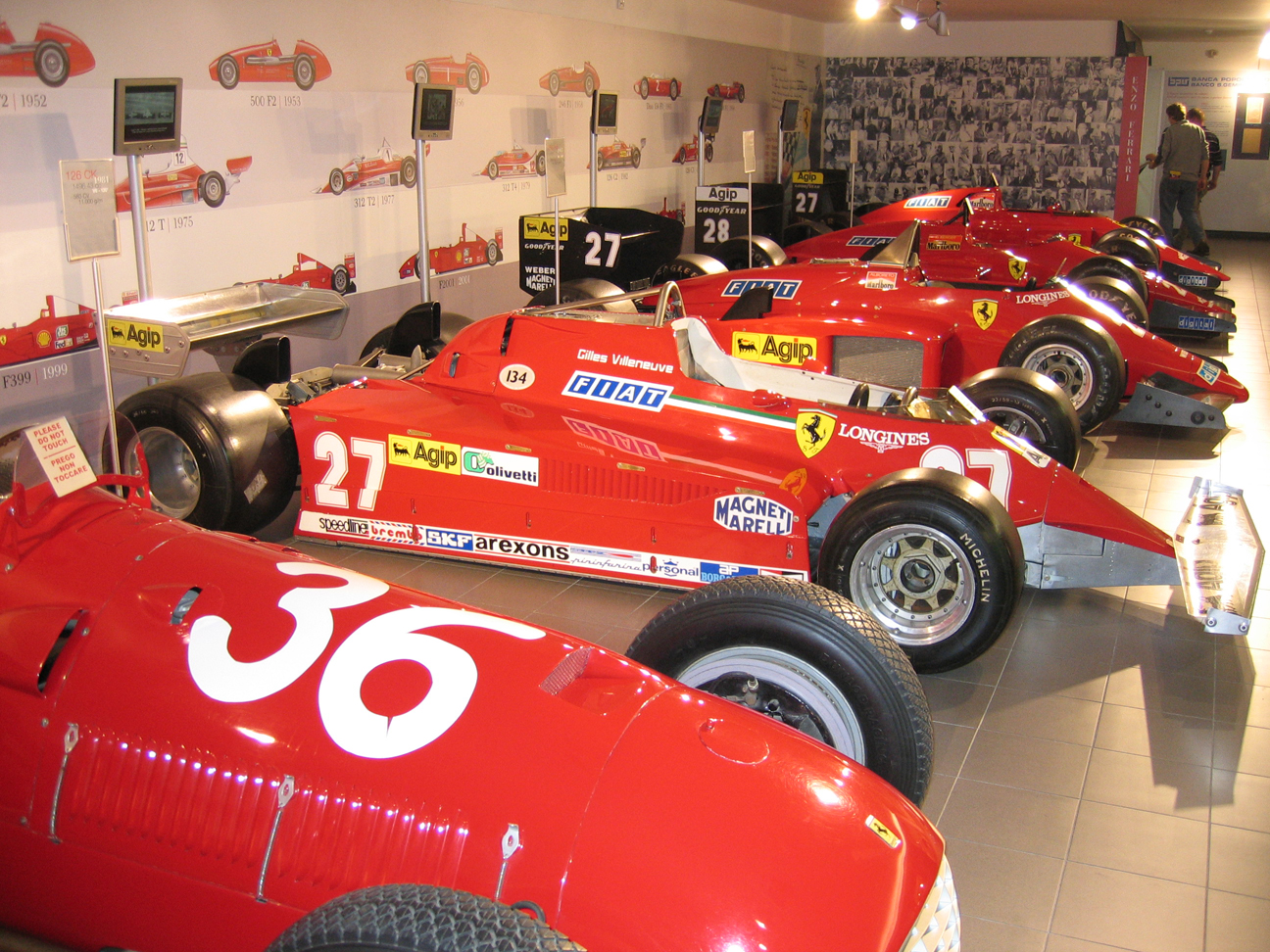
Пам'ятні автомобілі Формули-1